# Qualificazioni al campionato europeo femminile di calcio 2009 - Fase a gironi, gruppo 6
Il gruppo 6 delle qualificazioni al campionato europeo femminile di calcio 2009 è composto da cinque squadre: Austria, Israele, Norvegia, Polonia e Russia.

## Classifica
| Pos | Squadra  | Pt | G | V | N | P | GF | GS | DR  |
| --- | -------- | -- | - | - | - | - | -- | -- | --- |
| 1.  | Norvegia | 22 | 8 | 7 | 1 | 0 | 26 | 0  | +26 |
| 2.  | Russia   | 19 | 8 | 6 | 1 | 1 | 25 | 7  | +18 |
| 3.  | Austria  | 9  | 8 | 3 | 0 | 5 | 13 | 18 | -5  |
| 4.  | Polonia  | 7  | 8 | 2 | 1 | 5 | 11 | 20 | -9  |
| 5.  | Israele  | 1  | 8 | 0 | 1 | 7 | 3  | 33 | -30 |

Norvegia qualificata. Russia ai playoff.

### Risultati
| Arbitro: | Teodora Albon |

|  |           |            |
|  | Marcatori | 8’ Żelazko |

| Arbitro: | Hilal Tuba Tosun |

|                      |           |                           |
| Erez 32’ Shelina 38’ | Marcatori | 30’ Żelazko 41’ Rytwińska |

| Arbitro: | Anja Kunick |

|  |           |                                                                 |
|  | Marcatori | 29’ Kuročkina 45’ Kremlëva 54’, 59’, 70’ Mokšanova 79’ Šmačkova |

| Arbitro: | Hilda Mcdermott |

|                                 |           |                  |
| Morozova 15’ Kuročkina 26’, 63’ | Marcatori | 5’ (rig.) Stobba |

| Arbitro: | Yelena Savchenko |

|  |           |                               |
|  | Marcatori | 50’, 73’ Gulbrandsen 78’ Wiik |

| Arbitro: | Tetyana Aseeva |

|                                             |           |           |
| Stobba 1’ 25’ Gawrońska 34’ Maciaszczyk 44’ | Marcatori | 60’ Ohana |

| Arbitro: | Anelia Sinabova |

|                                      |           |  |
| Gulbrandsen 45’ Wiik 73’ Rønning 90’ | Marcatori |  |

| Arbitro: | Maaren Olander |

|             |           |                                                       |
| Fuhrmann 6’ | Marcatori | 36’ Kuročkina 48’, 65’ Mokšanova 62’, 90+3’ Barbašina |

| Arbitro: | Lena Arwedahl |

|                                              |           |  |
| Wenninger 5’ Burger 48’, 72’ 90’ Celouch 74’ | Marcatori |  |

| Arbitro: | Dagmar Damkova |

|                                     |           |  |
| Wiik 23’ Gulbrandsen 62’ Kaurin 88’ | Marcatori |  |

| Arbitro: | Carla De Boeck |

|                                                                                  |           |  |
| Wiik 12’ 45’ Gulbrandsen 19’ 82’ Mykjåland 52’ Christensen 54’ Nordby 75’ (rig.) | Marcatori |  |

| Arbitro: | Christine Beck |

|                                         |           |  |
| Storløkken 19’ Gulbrandsen 39’ Wiik 46’ | Marcatori |  |

| Arbitro: | Florence Guillemin |

|                       |           |                                       |
| Winczo 58’ Stobba 89’ | Marcatori | 7’ Gröbner 27’ Aigner 40’, 71’ Burger |

| Arbitro: | Esther Staubli |

|                                                      |           |  |
| Letjušova 9’, 22’ Mokšanova 59’ (rig.) Barbašina 67’ | Marcatori |  |

| Arbitro: | Kateryna Monzul' |

|  |           |                                        |
|  | Marcatori | 7’, 58’, 74’ Mykjåland 19’ Gulbrandsen |

| Arbitro: | Marija Damjanovic |

|  |           |                      |
|  | Marcatori | 9’ Tieber 43’ Burger |

| Arbitro: | Floarea Cristina Ionescu |

|  |           |                                             |
|  | Marcatori | 38’ Gulbrandsen 50’ Mykjåland 88’ Herlovsen |

| Arbitro: | Eva Oedlund |

|                               |           |            |
| Mokšanova 5’, 29’ Petrova 25’ | Marcatori | Aigner 33’ |

| Arbitro: | Claudine Brohet |

|               |           |                                                        |
| Rytwińska 83’ | Marcatori | 53’ Savčenkova 58’, 85’ (rig.) Mokšanova 81’ Charčenko |

| Krasnoarmejsk 2 ottobre 2008, ore 13:30 CET | Russia       | 0 – 0 referto | Norvegia | Stadion Krasnoarmeysk\| Arbitro: \| Gyöngyi Gaál \| |
| Arbitro:                                    | Gyöngyi Gaál |               |          |                                                     |

## Statistiche

### Classifica marcatrici
11 reti
- Mokšanova (2 rig.)

9 reti
- Solveig Gulbrandsen

6 reti
- Nina Burger
- Melissa Wiik

5 reti
- Lene Mykjåland

4 reti
- Marta Stobba (1 rig.)

3 reti
- Olesja Kuročkina
- Natal'ja Barbašina

2 reti
- Nina Aigner
- Paulina Rytwińska

- Anna Żelazko

- Ol'ga Letjušova

1 rete
- Natascha Celouch
- Irene Fuhrmann
- Marion Gröbner
- Elisabeth Tieber
- Carina Wenninger
- Or Erez
- Shirli Ohana
- Rachel Shelina Israel

- Marit Fiane Grødum
- Isabell Lehn Herlovsen
- Trine Rønning
- Leni Larsen Kaurin
- Siri Nordby (1 rig.)
- Lene Storløkken
- Anna Gawrońska
- Dominika Maciaszczyk

- Agnieszka Winczo
- Nadežda Charčenko
- Ol'ga Kremlëva
- Elena Morozova
- Petrova
- Valentina Savčenkova
- Oksana Šmačkova